# Jonas Albin Engeström

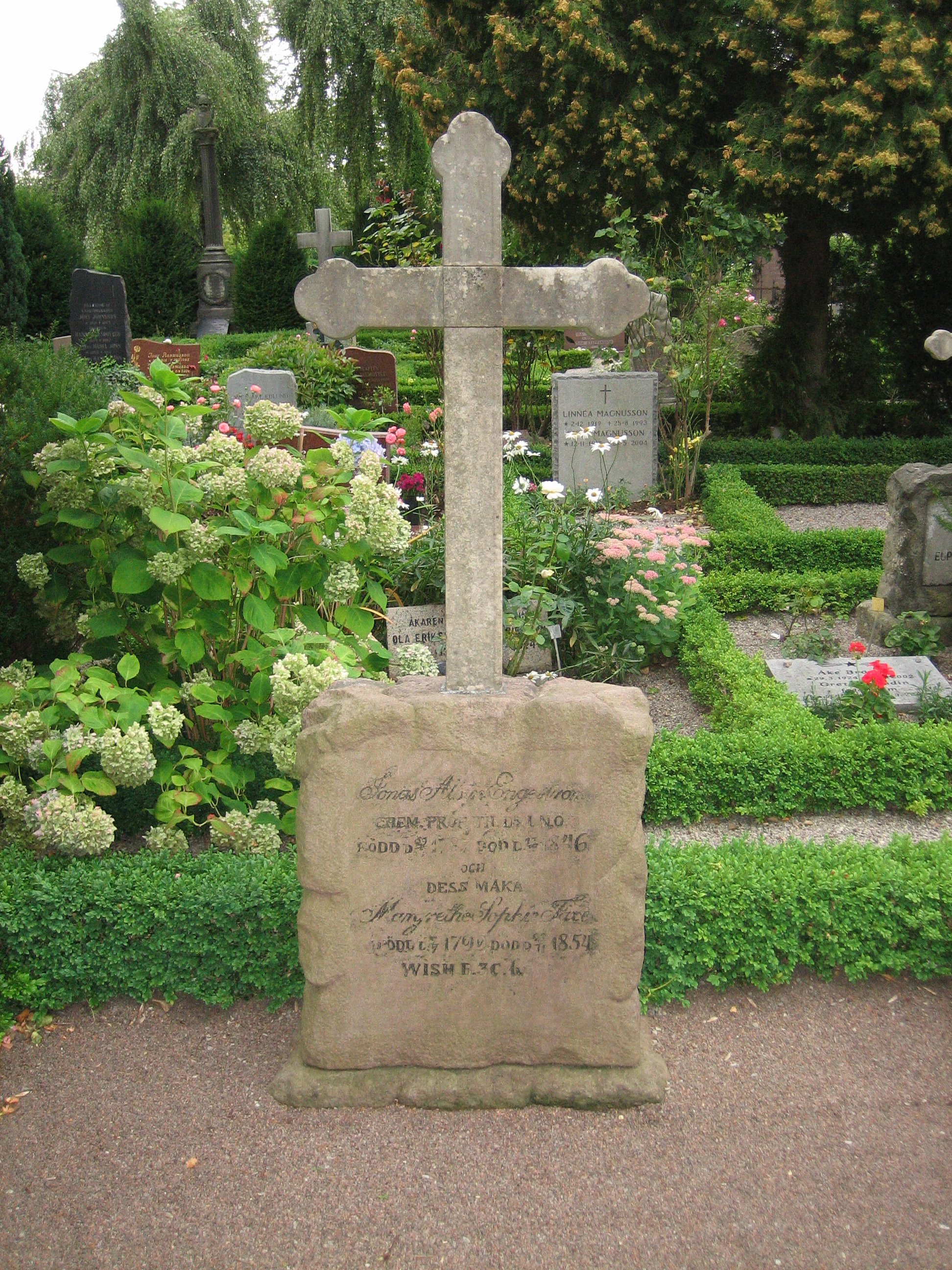
Jonas Albin Engeströms gravsten på Klosterkyrkogården i Lund.

Jonas Albin Engeström, född den 29 mars 1787 i Mjällby i Blekinge, död den 17 juli 1846, var en svensk fysiker, kemist och präst.
Engeström blev student 1802, filosofie magister 1808, docent 1810, adjunkt 1811, professor i fysik och kemi vid Lunds universitet 1812. Han prästvigdes och blev kyrkoherde i Hardeberga (som prebende) 1824, prost 1825 och teologie doktor 1830. Han var rektor för universitetet 1820-21, 1828-29 och 1837-38 samt inspektor för Kalmar nation i Lund 1817-46.
Han var son till kyrkoherden Carl Engeström (1735-1814) och Maria Sofia Albin (1749-1812).
Engeströms gravvård återfinns på klosterkyrkogården i Lund.